# Leśna (województwo opolskie)
Leśna (niem. Leschna; Mühlendorf O.S. (1938-1945)) – wieś w Polsce, położona w województwie opolskim, w powiecie oleskim, w gminie Olesno.
| SIMC    | Nazwa       | Rodzaj     |
| ------- | ----------- | ---------- |
| 0140209 | Kuźnica     | przysiółek |
| 0140221 | Nowy Wachów | przysiółek |

W 1936 roku hitlerowska administracja III Rzeszy, chcąc zatrzeć słowiańskie pochodzenie nazwy wsi, przemianowały ją ze zgermanizowanej na nową, całkowicie niemiecką nazwę Mühlendorf O.S.
W latach 1975–1998 miejscowość administracyjnie należała do województwa częstochowskiego.